# Oricon
ORICON (オリコン, Orikon), som også går under navnet ORICON STYLE, er et japansk firma som står for musikindustri-relateret information i Japan. Firmaet er bedst kendt for sine musikhitlister. Ordet ORICON er afledt de engelske ord "Original" og "Confidence". I 2016 havde selskabet 198 ansatte.
"ORICON-året" begynder i starten af december og afsluttes i slutningen af november året efter. ORICON kombinerer den sidste uge af desember med den første uge i januar. Derfor varer et "ORICON-år" 51 uger i modsætning til et normalt år som varer 52 uger. Til trods dette tælles denne tidsperiode 2 uger og ikke 1 når det gælder albums og singlers tid på listerne.
Det har siden 1967 kun været en håndfuld #1-singler af europæiske eller amerikanske kunstnere. Den mest solgte singlen i Japan af en ikke-japansk kunstner er "Beautiful Sunday" af Daniel Boone som blev udgivet i 1976, 4 år efter den blev udgivet i USA. Siden 1980 er lim 5 singler med europæiske eller amerikanske kunstnere nået toppen af ORICON-listen for flest solgte singler: "I'm in the Mood For Dancing" af The Nolans (1980), "Flashdance... What a Feeling" af Irene Cara (1983), "To Love You More" af Celine Dion med Kryzler & Kompany (1995), "La-La-La Love Song" af Toshinobu Kubota med Naomi Campbell og "Candle in the Wind '97" af Elton John (1997).

## Ejere
(per 31. marts 31, 2012)
- LitruPond LLC – 29.34%
- Yoshiaki Yoshida (DHC Corp. direktør) - 8.94%
- Hikari Tsushin, Inc. – 4.94%
- Ko Koike (CEO) – 2.75%
- Lawson, Inc. - 1.98%
- Hidekō Koike - 1.89%
- Naoko Koike - 1.87%
- DHC Corp. – 1.59%
- Yumi Koike - 1.55%

## Kunstnere med størst salg efter år
| År   | Kunstner               |
| ---- | ---------------------- |
| 1974 | Yōsui Inoue            |
| 1975 | Yōsui Inoue            |
| 1976 | Yumi Arai              |
| 1977 | Pink Lady              |
| 1978 | Pink Lady              |
| 1979 | Alice                  |
| 1980 | Yellow Magic Orchestra |
| 1981 | Akira Terao            |
| 1982 | Off Course             |
| 1983 | Akina Nakamori         |
| 1984 | Seiko Matsuda          |
| 1985 | Akina Nakamori         |
| 1986 | Akina Nakamori         |
| 1987 | Akina Nakamori         |
| 1988 | Hikaru Genji           |
| 1989 | Yumi Matsutoya         |
| 1990 | Southern All Stars     |
| 1991 | B'z                    |
| 1992 | CHAGE and ASKA         |
| 1993 | ZARD                   |
| 1994 | TRF                    |
| 1995 | TRF                    |
| 1996 | Namie Amuro            |
| 1997 | GLAY                   |
| 1998 | B'z                    |
| 1999 | Hikaru Utada           |
| 2000 | Ayumi Hamasaki         |
| 2001 | Ayumi Hamasaki         |
| 2002 | Hikaru Utada           |
| 2003 | Ayumi Hamasaki         |
| 2004 | Hikaru Utada           |
| 2005 | ORANGE RANGE           |
| 2006 | Kumi Koda              |
| 2007 | Kumi Koda              |
| 2008 | EXILE                  |
| 2009 | Arashi                 |
| 2010 | Arashi                 |
| 2011 | AKB48                  |
| 2012 | AKB48                  |
| 2013 | Arashi                 |
| 2014 | Arashi                 |
| 2015 | Arashi                 |
| 2016 | Arashi                 |